# Eardrum
Albums de Talib Kweli
Liberation
(2006) Revolutions Per Minute
(2010)
Singles
1. Listen!!!
Sortie : 2006
2. Hot Thing
Sortie : 2007

Eardrum est le quatrième album studio de Talib Kweli, sorti le 21 août 2007.
L'album s'est classé 2e au Billboard 200 et au Top R&B/Hip-Hop Albums dès la première semaine en se vendant à 60 000 exemplaires, ce qui en fait à cette époque le meilleur démarrage de la carrière du rappeur.
The Perfect Beat figure sur l'album avec une collaboration de KRS-One. Pour la réaliser, Talib Kweli a samplé une chanson de Bob Marley & the Wailers intitulée Do It Twice, morceau sur lequel la batterie est jouée par Paul Douglas,.

## Liste des titres
| No  | Titre                                                                                                 | Contient un (des) sample(s) de                                                                                  | Durée |
| --- | --- | --- | ----- |
| 1.  | Everything Man (featuring Res et Sonia Sanchez – Produit par Madlib)                                  | Everything Man de Daybreak                                                                                      | 3:16  |
| 2.  | NY Weather Report (Produit par Nick Speed)                                                            | Storm de Cut Chemist featuring Edan et Mr. Lif                                                                  | 4:35  |
| 3.  | Hostile Gospel (Part 1) (Deliver Us) (Produit par Just Blaze)                                         | Deliverance de Space                                                                                            | 5:22  |
| 4.  | Say Something (featuring Jean Grae – Produit par will.i.am)                                           | A Theme for L.A.'s Team du Thomas Bell Orchestra                                                                | 3:43  |
| 5.  | Country Cousins (featuring UGK et Raheem DeVaughn – Produit par A Kid Called Roots et Sha-la Shakier) | Lost on 23rd Street de Johnny « Hammond » Smith Award Tour de A Tribe Called Quest featuring Trugoy the Dove    | 4:31  |
| 6.  | Holy Moly (Produit par Pete Rock)                                                                     | Border Song (Holy Moses) d'Aretha Franklin                                                                      | 2:08  |
| 7.  | Eat to Live (Produit par Madlib)                                                                      | Ghetto Lament de Sylvia St. James My Philosophy des Boogie Down Productions                                     | 3:07  |
| 8.  | In the Mood (featuring Roy Ayers et Kanye West – Produit par Kanye West)                              | Lonesome Mood des Friends of Distinction                                                                        | 3:55  |
| 9.  | Soon the New Day (featuring Norah Jones – Produit par Madlib et Eric Krasno)                          | Sheba's Song de Fruupp                                                                                          | 4:02  |
| 10. | Give 'Em Hell (featuring Coi Mattison et Lyfe Jennings – Produit par Terrace Martin et Battlecat)     | | 4:27  |
| 11. | More or Less (featuring Dion – Produit par Hi-Tek)                                                    | | 4:40  |
| 12. | Stay Around (Produit par Pete Rock)                                                                   | Stay Awhile de Kool & The Gang                                                                                  | 4:15  |
| 13. | Hot Thing (featuring will.i.am – Produit par will.i.am)                                               | We're No Exception de Johnny « Guitar » Watson More, More, More de l'Andrea True Connection Hot Thing de Prince | 3:48  |
| 14. | Space Fruit (Interlude) (Produit par Sa-Ra)                                                           | | 1:31  |
| 15. | The Perfect Beat (featuring KRS-One – Produit par Swiff D)                                            | Do It Twice de Bob Marley and The Wailers Richard Pryor Dialogue de Richard Pryor                               | 3:49  |
| 16. | Oh My Stars (featuring Musiq Soulchild – Produit par DJ Khalil)                                       | | 3:40  |
| 17. | Listen!!! (Produit par Kwamé)                                                                         | Tell Her de Fred Williams & The Jewels Band                                                                     | 3:28  |
| 18. | Go With Us (featuring Strong Arm Steady – Produit par E. Jones)                                       | Here Comes the Meter Man des Meters                                                                             | 3:59  |
| 19. | Hostile Gospel (Part 2) (Deliver Me) (featuring Sizzla – Produit par DJ Khalil)                       | Tight Rope de Steel Pulse                                                                                       | 4:21  |
| 20. | The Nature (featuring Justin Timberlake – Produit par Eric Krasno et Adam Deitch)                     | | 5:01  |

| 21. | Take It Back (featuring Marsha Ambrosius – Produit par Karriem Riggins)     | Lost for Words des Midnight Movers Unlimited | 5:19 |
| 22. | Getting My Grown Man On (featuring Little Brother – Produit par Midi Mafia) |                                              | 3:53 |